# Lucky Denver Mint
«Lucky Denver Mint» es un sencillo extraído de Clarity, álbum de Jimmy Eat World de 1999. Distribuido por Capitol en ese mismo año y producido por Mark Trombino.
Lucky Denver Mint apareció en la banda sonora original de la película "Jamás Besada", de Drew Barrymore.

## Listado de canciones
1. «Lucky Denver Mint»
2. «A Sunday»
3. «Your New Aesthetic»

- Datos: Q4043242